# Franziska Huber
Franziska Huber (* 18. Jänner 1972) ist eine österreichische Bäcker- und Konditormeisterin und Politikerin (ÖVP). Huber war von 2008 bis 2010 Abgeordnete zum Burgenländischen Landtag.

## Leben
Franziska Huber besuchte die Volks- und Hauptschule und absolvierte danach eine Ausbildung zur Bäcker- und Konditormeisterin. Sie führt einen Bäckereibetrieb mit 35 Mitarbeitern in Ebenfurth. Franziska Huber rückte nach dem Wechsel von Oswald Klikovits in den Nationalrat am 30. Oktober 2008 in den Landtag nach und übernahm die Funktion der ÖVP-Bereichssprechin für Frauen und Konsumentenschutz. Zudem ist seit 2007 zudem Gemeinderätin in Neufeld an der Leitha, 2008 wurde sie zur Stadtparteiobfrau gewählt. Da Huber bei der Landtagswahl im Burgenland 2010 mit 1410 Vorzugsstimmen wesentlich schlechter als ihr interner ÖVP-Konkurrent Christoph Wolf (2091 Vorzugsstimmen) abschnitt, musste Huber nach nur zwei Jahren als Landtagsabgeordneter ihren Platz für Wolf räumen. Sie schied per 24. Juni 2010 aus dem Landtag aus.
Seit Februar 2020 ist sie Gemeinderätin in Ebenfurth.